# ポルシェ・912
ポルシェ・912は、ポルシェが1965年4月に発売したリアエンジンレイアウトのスポーツカーである。ポルシェのロワーレンジを受け持つ車種として、911とほぼ同一構造ながら水平対向4気筒エンジンを搭載したモデルである。

## 912
1964年に発売された911はそれまでの356に比べほとんどの面で長足の進歩を遂げていたが、一方で生産コストは大幅に上昇し、初期の911は356の最終型SCが16,450マルクであったのと比べて価格が約40%増しの22,900マルクになってしまった。そのため356をそのまま生産中止にした場合、356が持っていた市場の一部を失うと考えたポルシェが356の市場を直接受け継ぐ車種として開発したのが911の廉価版である912である。
912の成り立ちを簡単にいえば、911のボディに356の最終型SC用水平対向4気筒OHV、内径φ82.5mm×行程74mmで1,582ccの空冷エンジンを積んだものである。ただし圧縮比を9.3とし、ソレックス製φ40mmキャブレター装備により90馬力/5,800rpm、12.4kgm/3,500rpmとしエンジン形式も616/36型となった。トランスミッションは当初911が5速であったのに対し912では4速が標準だったが5速もオプションで選択できた。
外観は当時の911とほぼ同じであったが、内装はステアリングホイールがプラスチック製になり、ダッシュボードはボディ色（鉄板むき出し）で、911では5連のメーターも356と同じ3連であるなど簡略化され、これらの簡略化により912の販売価格は16,000マルクであった。
2+2で後部の二座席は完全なエマージェンシーシートであり、前部の二人が適切なシート位置を取った場合、後部にはとても大人が座れないほどの狭さだった。
動力性能は911に及ばなかったがエンジンが軽量であったため重量配分は911よりも良好であり、そのために操縦性に関してはむしろ優れていたといわれている。
912は、最初期の911たるOシリーズの時代に登場し、Aシリーズを経て、ホイールベースの延長されたBシリーズの時代まで存続した。マイナーチェンジ等は基本的に同時期の911に準じており、1967年からはオープンボディのタルガも設定された。途中でメーターは5連化され、トランスミッションも5速が標準となった。
最終的に1969年7月まで生産され、914に後を託して生産中止となった。その間の生産台数は約3万台であった。日本への正規輸入はちょうど100台である。

### パトカーへの採用
当時の日本におけるポルシェの輸入代理店であった三和自動車（現・ミツワ自動車）が912のパトカーを4台製作し、1967年から1968年にかけて警察に寄贈という形で導入され、当時完成したばかりの高速道路を管轄する1府3県（京都府、愛知県、静岡県、神奈川県）の高速道路交通警察隊に1台ずつ、合計4台が配備された。
このうち、1968年12月に神奈川県警に配備された車両（横浜8 つ 858）は主に東名高速道路で活躍し、178 km/hで走行していた暴走車両を検挙したこともあったという。エンジン修理のために西ドイツ（当時）のポルシェ本社へ送り返されるなどの紆余曲折を経て、1974年12月に退役するまでの総走行距離は15万5,943 kmを数えた。
退役後、京都府警・愛知県警・静岡県警の3台は廃棄処分されたが、神奈川県警の1台は同県警察学校のロビーで展示された。この車両は最終的に民間の解体業者で廃棄処分される予定だったが、解体ヤードで廃車体を目撃した自動車愛好家の男性から譲渡を打診され、男性のもとに渡った。
その後18年間に及ぶレストア作業を経て、2020年頃に再登録され路上復帰を果たした。傷みの激しかったエンジンはオーバーホールされたものの、ボディや装備品には手を加えずに現役当時の状態が保たれている。

## 912E

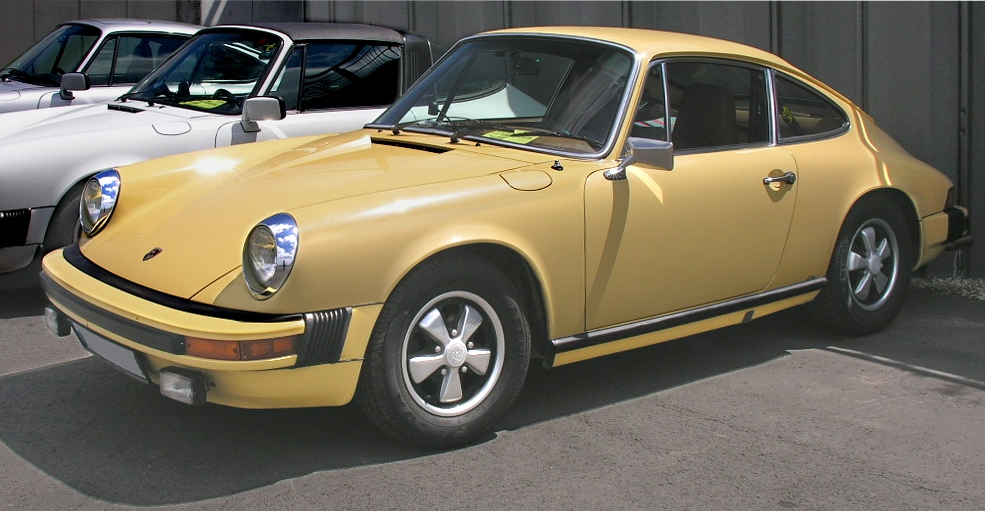
912E

北米市場では914が販売停止となった後924が導入されるまでに空白期間が生じたため、その間のつなぎとして911/2.7のボディに914にも用いられたフォルクスワーゲン製、空冷水平対向4気筒OHV1,971ccインジェクションエンジンを搭載した912Eが1975年にのみ生産され、北米市場でのみ2,099台が販売された。なお「E」は電子式インジェクションシステムを用いていることを示している。

## 参考資料
- ポルシェ博物館/松田コレクション資料